# Herbert Yates

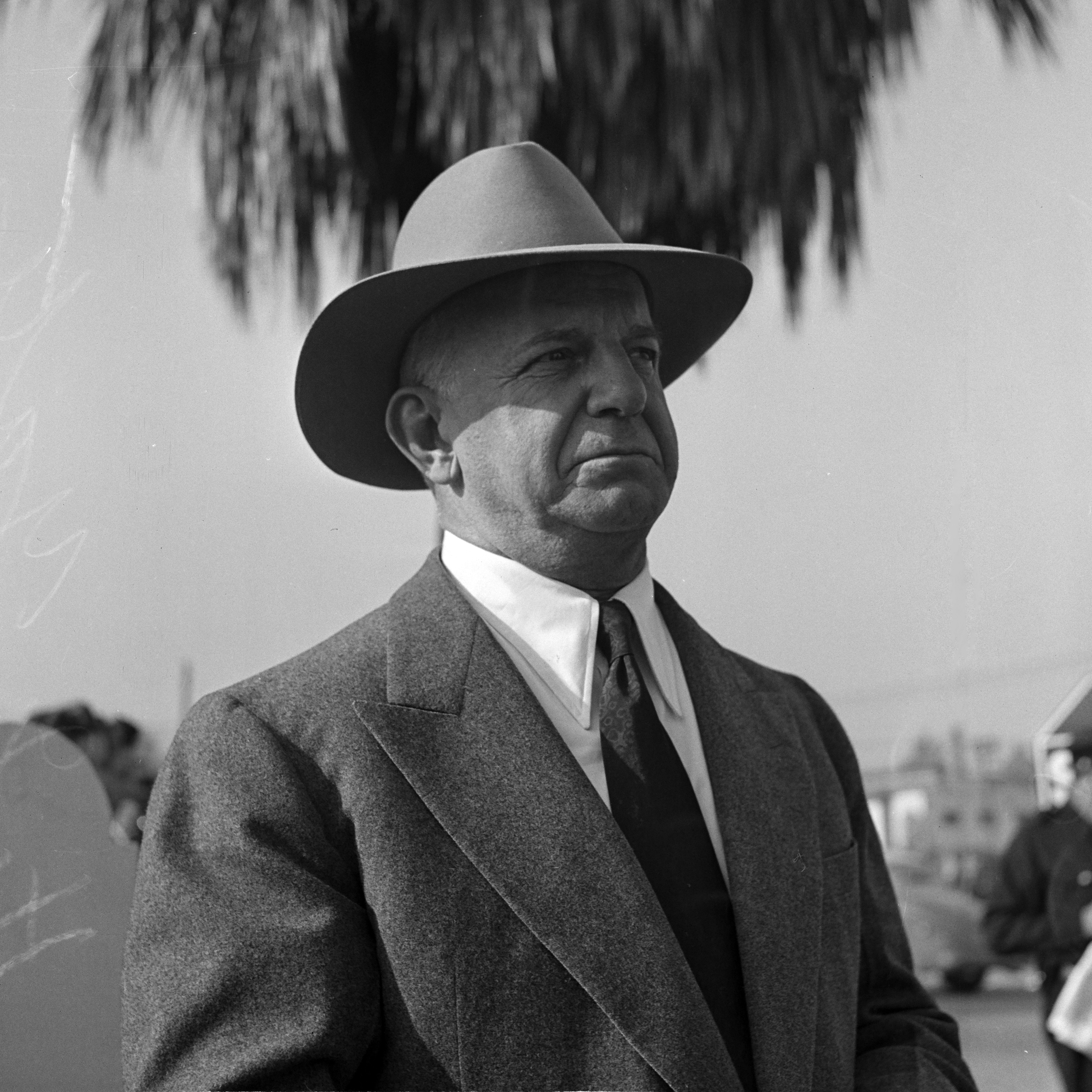
Herbert Yates in den 1940er-Jahren

Herbert John Yates (* 24. August 1880 in Brooklyn, New York; † 3. Februar 1966 in Sherman Oaks, Kalifornien) war ein US-amerikanischer Geschäftsmann und Filmproduzent. Er war Gründer und Präsident des Filmstudios Republic Pictures.

## Leben
Nach seinem Studium an der Columbia University machte Yates schnell Karriere bei dem Tabakkonzern American Tabacco. Ab 1912 investierte der inzwischen wohlhabende Yates in das junge Filmgeschäft, mit seiner Consolidated Film Industries schuf er viele Filmlaboratorien und war auch Finanzier von verschiedenen Film- und Musikstudios. 1929 übernahm er das Musiklabel American Record Corporation.
Als ihm mehrere kleine Filmstudios wie Mascot Pictures und Monogram Pictures Geld schuldeten, vereinigte er diese Mitte der 1930er-Jahre als ein Filmstudio mit dem Namen Republic Pictures unter seiner Führung. Dank fähiger Low-Budget-Filmkünstler und einer Spezialisierung auf Western wurde Republic zu dem wahrscheinlich erfolgreichsten Poverty-Row-Filmstudio in Hollywoods Studiosystem, wobei ihre Filme sich besonders im ländlichen Amerika Beliebtheit erfreuen konnten. Er arbeitete dabei mit den großen Westernstars des Genres wie John Wayne (der in den 1940er-Jahren unter Vertrag bei Republic stand), Gene Autry und Roy Rogers. Yates produzierte aber nicht nur Massenware, sondern auch Kinokunst wie Orson Welles’ Macbeth – Der Königsmörder, Nicholas Rays Johnny Guitar – Wenn Frauen hassen sowie John Fords Filme Rio Grande, Wem die Sonne lacht und Der Sieger. Die Spezialeffekte bei Republic galten als so herausragend, dass auch größere Filmstudios sich gelegentlich dort Hilfe holten.
Yates besetzte seine junge Geliebte Vera Ralston – mit der er von 1952 bis zu seinem Tod verheiratet war – ab Ende der 1940er-Jahre in kostspieligen Republic-Produktionen, obwohl fast alle ihre Filme zu Flops an den Kinokassen und ihre Schauspielleistungen von den Kritikern zerrissen wurden. Ihren Bruder Rudy Ralston machte er außerdem zum Filmproduzenten mit einem unnormal hohem Gehalt. Neben den schwindenden Kinoeinnahmen wegen des aufkommenden Fernsehens war diese Vetternwirtschaft ein Grund dafür, dass Yates sich 1959 auf den Druck von unzufriedenen Anteilseignern von der Unternehmensspitze zurückziehen musste.
Herbert Yates starb 1966 als sehr reicher Mann im Alter von 85 Jahren im kalifornischen Sherman Oaks.

## Filmografie (Auswahl)
- 1948: Die rauhen Reiter der furchtlosen Legion (The Gallant Legion)
- 1949: The Red Menace (ausführender Produzent)
- 1951: Apachenschlacht am schwarzen Berge (Oh! Susanna)